# 섀런 프랫 켈리
섀런 프랫 켈리(Sharon Pratt Kelly, 1944년 1월 30일 ~ )는 1991년부터 1995년까지 컬럼비아 특별구의 시장이었던 미국의 변호사이자 정치인으로 1861년 시장직을 맡은 리처드 월러크 이래 특별구에서 태어난 첫 시장이자 그 직위에 첫 여성이다.

## 개인 생활
프랫은 워싱턴 D.C.의 최고법원 판사 칼리즐 에드워드 프랫과 밀드레드 "페기" 페티코드 프랫에게 태어났다.  그녀의 모친이 유방암으로 사망한 후, 그녀의 조모 헤이즐 프랫과 고모 에이미 엘리자베스 프랫이 섀론과 그녀의 동생을 키우는 도움을 주었다.
프랫은 워싱턴 D.C.의 공립 학교들 - 게이지 초등학교, 맥팔런드 중학교와 루스벨트 고등학교 (1961년 영예와 함께 졸업)를 다녔다.  그녀는 야구에서 뛰어났으나 청소년기에 스포츠를 추구하지 않았다.  하워드 대학교에서 그녀는 알파 카파 알파 (1964년)에 가입하고 정치학에서 학사를 얻었다.  1968년 하워드 대학교 로스쿨로부터 법무박사 학위를 받았다.  1966년 그녀는 애링턴 딕슨에게 결혼하여 그와 함께 2명의 딸을 두었으며 16년 후에 이혼하였다.
그녀는 "섀론 프랫 딕슨"의 이름 아래 컬럼비아 특별구의 시장으로 선출되어 취임되었으나 1991년 12월 7일 뉴욕의 기업인 제임스 R. 켈리 3세에게 결혼했을 때 자신의 이름을 "섀론 프랫 켈리"로 바꾸었다.  1999년 그들의 이혼 후, 그녀는 자신의 본명 섀론 프랫을 재개하였다.
프랫은 더 링크스의 회원이다.

## 경력
시초적으로 그녀의 정치적 에너지들은 지방 정치보다 국내 정치에 쏠렸다.  그녀는 컬럼비아 특별구의 민주당 국립 위원회의 일원 (1977년-1990년)으로 그 직위를 보유하는 데 첫 여성이었다.  그녀는 1985년부터 1989년까지 민주당 국립 위원회의 회계원이었다.
1980년 민주당 전국 대회에서 그녀는 애드혹 자격 증명 위원회와 사법위원회의 회원이자 규칙위원회의 공동의장이었다.  1982년 그녀는 컬럼비아 특별구에서 퍼트리샤 로버츠 해리스의 시장 선거 캠페인을 운영하였다.
1983년 그녀는 컬럼비아 특별구의 전력 회사 펩코의 공동체 관계 부회장으로 만들어졌다.  그녀는 그 역할에 지내는 데 첫 여성이자 첫 아프리카계 미국인이 되었다.  동년에 그녀는 전미 흑인 지위 향상 협회로부터 대통령상을 받았다.

### 1990년 시장 선거
자신의 고향의 쇠퇴와 함께 속이 상했던 프랫은 1988년 민주당 전국 대회에서 자신이 1990년 시장 선거에서 현직 시장 매리언 배리를 도전할 것을 공고하였다.  프랫은 배리가 마약 혐의로 체포되고 1990년 초순에 경주에서 탈락했을 때 시장을 위하여 출마하는 자신의 걔획들을 공식적으로 공고하는 데 단 하나의 후보였다.  짧은 후에 경주즌 장기적 시의원들 존 레이, 샬린 드루 자비스와 데이비드 클라크에 의하여 가입되었다.  프랫은 자신의 3명의 주요 상대들을 비판하여 그들을 "도시가 급속히 쇠퇴하면서 아무 것도 보지 않았고, 아무 말도 하지 않았고 아무 일도 하지 않은 "3명의 눈이 멀은 쥐들"로서 그들을 언급하였다.   그녀는 배리를 시장직으로부터 사임하는 데 요구하고 그의 정치적 기계에 대한 외부인으로서 구체적으로 출마한 단 한명의 후보였다.
캠페인의 지난 몇주 동안 텔레비전 토론의 일련에 이어 프랫은 워싱턴 포스트의 지지를 받았다.  지지가 나타났던 날 그녀의 투표수는 워싱턴 포스트의 후원과 구체적으로 상승에 많은 정치적 관찰자들이 속성으로 삼으면서 급등하였다.  선거가 열리기 전날 투표는 시의원 존 레이가 선두를 지킨 것을 보였으나 프랫은 빠르게 남아있던 결정적인 투표인들의 큰 차이와 입지를 굳혔다.  하지만 최소한 선거 운동 인력과 최소한의 자금으로도 프랫은 선거를 이겨 2위로 온 레이를 10 퍼센트에 의하여 꺾었다.  워싱턴 D.C.가 매우 큰 민주당의 도시면서 11월 6일 총선에서 공화당 후보이자 전 경찰국장 모리스 T. 터너 주니어에 그녀의 승리는 필연적인 결론이었다.  1991년 1월 2일 그녀는 컬럼비아 특별구의 시장으로 취임되었다.

## 컬럼비아 특별구의 시장
시장직에서 한번 프랫의 풀뿌리 민주주의인 개혁 자세는 저항을 만났다.  그녀는 "깨끗한 주택"으로 자신의 약속을 잘 지켜 선거가 있던 하루 후에 배리의 임명자들 전체의 사임을 요구했지만 그녀가 도시의 고용 급여를 삭감하면서 그녀의 정치적 후원이 약해지기 시작했다.  그녀는 자신이 조합 종업원들을 해고시키지 않을 것을 약속한 것을 주장한 많은 노동 지도자들을 화나게 했고 도시 전체에 무급 휴가와 임금 동결을 명령하기 시작했다.  그녀는 이러한 해고가 그녀의 행정에도 타격을 주었음에도 불구하고 그의 정치적 측근들을 모두 제거하기 위해 많은 노력을 기울였다.  켈리는 엘리트주의자라는 비난으로 비판을 받아 그녀를 도시에서 가난하고 근로자 흑인들로부터 거리를 두었다.  워싱턴의 현재 시청 존 A. 윌슨 구역 건물로부터 10 블록 떨어진 원 사법 광장에 있는 건물로 일시적으로 도시 정부를 옮기는 그녀의 제안과 함께 몇몇의 컬럼비아 특별구 시의원들과 뜻이 맞지가 않았다.  1992년 켈리가 자신의 사무실과 행정부들을 원 사법 광장으로 옮겼을 때 시의회는 자신들이 그해 봄에 제안을 찬성했어도 구역 건물을 떠나는 데 거부하였다.  1993년 2월 자신들을 강제로 몰아내기 위해 고의적으로 유지 관리를 무시했다고 켈리를 비난한 후 그들은 구역 건물의 완전하고 독점적인 통제권을 갖기로 투표하였다.
워싱턴 시티 페이퍼에 의하면 켈리는 "아직도 배리에게 충성적인 도시 정부의 퉁제를 얻을 수 없었고 자신의 측근들로부터 얻은 조언을 가끔 불신인하였다"고 한다.  그녀의 기간으로 겨우 이제 막 1년 남짓 1992년의 봄에 배리에 충성자들은 비성공적이었어도 상기 캠페인을 벌여 그녀의 행정부를 약하게 하고 대중과 더욱 조심스럽게 소통하는 데 켈리를 강요하여 그녀의 개혁 노력들로부터 물러났다.

### 주의 지위
컬럼비아 특별구의 재정적, 정치적 입지를 향상히키는 목적에 컬럼비아 특별구의 주의 지위를 달성하는 켈리의 추진력은 "일당 통치 ... 엄청난 의존성, 지옥같은 범죄... 그리고 끊임없는 스캔들"의 "국가적 망신"으로서 특별구에 공격을 퍼부은 의회의 공화당 의원들로부터 격렬한 반대를 창조하였다.  공격들은 특별구로 달갑지 않은 부정적인 언론과 그녀의 정치적 수도를 약하게 한 컬럼비아 특별구의 주의 지위 입법의 하원에서 궁극적인 실패를 가져왔다.  그녀는 자신이 1993년 5월 존 A. 윌슨의 자살 후 임시대행 의장을 지내는 데 시의원 린다 크롭을 지지했을 때 컬럼비아 특별구 시의회와 자신의 입지를 잃었고 대신 시의원은 존 L. 레이를 선택하였다.

### 레드스킨 스타디움
켈리는 워싱턴 레드스킨스를 도시의 외부로 옮긴 것에 대해 비난을 받았다.  레드스킨스의 소유자 존 켄트 쿡은 팀을 버지니아주 알렉산드리아 가까이로 옮기겠다는 위협으로 낡은 로버트 F. 케네디 메모리얼 스타디움을 대체하기 위해 새로운 스타디움을 건설하는 데 도시에 압력을 가하는 시도를 했다.  협상이 중단되고 쿡이 버지니아주지사에 의하여 공개적으로 구애를 받은 후, 켈리는 큰 소리로 쿡을 비난하여 "난 우리의 좋은 공동체가 억만장자 깡패에 의하여 강압되는 것을 허용하지 않을 것입니다"고 말했다.  그녀는 자신이 레드시킨스에게 제안할 만큼 제안했고 더 이상 제안하지 않을 것이라고 공고하였따.  협정이 구체적으로 도달했어도 1993년 쿡은 협상들로부터 물러나고 팀을 오늘날 메릴랜드주 랜드오버에 있는 페덱스필드로 옮겼다.

### 도시의 재정과 재선 캠페인
켈리는 적자감 소채권에 3억 달러 판매를 승인하는 데 1억 달러에 의하여 컬럼비아 특별구를 위하여 연방적 원조를 증가시키는 데 의회를 성공적으로 영향력을 행사한 것을 포함하여 그들과 최고로 좋은 관계들을 가진 자신의 기간을 시작하였다.  컬럼비아 특별구를 위하여 회계 연도 1994년이 시작되면서 특별구는 1999년까지 도시의 빚이 10억 달러에 도달할 것을 예측한 금융 전문과들과 함께 5억 달러의 예산 적자를 향했으며 미국 의회는 미국 회계감사원에 의한 도시 재정의 연방적 회계감사를 의뢰하였다.
1994년 2월 부풀어오르는 적자의 직면한 켈리는 그녀가 정규적으로 케이블 TV 출연을 위하여 화장에 납세자금을 썼다는 것을 보고했을 때 워싱턴 포스트가 가장 큰 비판을 향했다.  켈리는 자신의 화장 전문가에게 도시의 돈의 1만 4천 달러를 따로 떼어놓았던 것이 보고되었다.  이어진 몇주에 켈리는 자신의 사무실에 방탄 유리와 대리석 벽난로의 추가와 자신이 민간 자금으로 비용을 지불하겠다고 약속한 1993년 텔레비전으로 방영된 시청 회의의 일련을 포함한 도시 기금의 부적절한 이용으로 비판을 당했다.
컬럼비아 특별구의 재정에 미국 회계감사원의 보고는 1994년 6월 22일에 발행되었고 도시가 2년의 세월에 자금이 고갈되어 회계 연도 1995년까지 미국 재무부로부터 빌려야 할 수도 있다고 추정하였다.  그 보고는 도시 자금과 대리인들의 총제적인 관리를 위하여 구체적으로 켈리의 행정부를 뽑았고 "눈속임을 이용하고 연방적으로 찬성된 예산의 과소비를 금지하는 연방적 적자방지법을 위반한" 2년 동안 의회로부터 도시의 위험한 재정 상태를 은폐한 것으로 그녀를 비난하였다.  시장 준수에 대한 대폭 삭감 및 새로운 요구 사항을 포함한 컬럼비아 특별구의 예산에 대한 권력에 관한 의회의 후속 주장과 결합된 보고는 그녀의 도전들을 위하여 정치적 공격 수단을 마련하였고 효과적으로 켈리의 재선 캠페인을 파괴시켰다.
1990년 켈리를 지지했던 워싱턴 포스트는 대신 1994년 시의워나 존 레이를 지지하였다.  그 지지에 워싱턴 포스트는 켈리는 "시장이 연합을 건설하는 사람이 아니었고 아마 막대한 재정적과 사회적으로 스트레스를 받고 있는 도시의 시장일 수 있으며 - 시의회에서 가장 공격적인 의원이 되야하며 그녀의 비용 절감 메시지에 가장 공감하는 사람들은 그녀와 함께 하지 않느다.  기업 공동체에서 핵심 요소도 아니다.  그녀는 그들을 잃었고 그들과 함께 우리는 그녀가 옹호한 조치를 제정할 기회를 믿는다."는 것을 반영하였다.
그해 9월 민주당 예비 선거에서 켈리는 투표의 13 퍼센트 만으로 거리적 3위로 왔다.  배리는 예비 선거를 이기고 비상적으로 강한 공화당 상대 후보 캐롤 슈워츠를 상대로 11월 총선을 이기러 갔다.

## 시장 이후의 활동들

### 상담자
2003년 프랫은 연방 국토안보부와 도시의 주요 연락인이 되는 데 컬럼비아 특별구 보건부로부터 2십 3만 5천 달라 계약이 수여되었다.  계약은 또한 생물 테러로부터 특별구를 보호하는 데 향상된 통신과 기술을 조사하는 데 그녀를 요구하였다.  프랫은 연장자 연방 공무원들을 만나 잠재적인 기회들, 특히 자원 공유 협정들에 기사를 작성해야 했다.  그녀는 또한 추가적인 자금 출처를 찾아야 했다.  프랫의 회사 프랫 컨설팅 회사는 경영 상담을 하고 연방, 주와 지방 대리들과 비영리 단체들과 일한다.

## 수상
- 글래머 올해의 여성 상
- 의회 흑인 간부회의의 메리 매클로드-W. E. B. 듀보이스 상
- 클린 시티즈 상 (1993년)
- 100명의 흑인 여성의 전국 연합 캔디스 상 (1991년)

## 역대 선거 결과
| 선거명      | 직책명           | 대수 | 정당   | 득표율 | 득표수    | 결과 | 당락                  |
| ----------- | ---------------- | ---- | ------ | ------ | --------- | ---- | --------------------- |
| 1990년 선거 | 워싱턴 D.C. 시장 | 3대  | 민주당 | 86.12% | 140,011표 | 1위  | 워싱턴 D.C. 시장 당선 |